# پایتون‌ریختان
پایتون‌ریختان (به لاتین: Pythonomorpha) در اصل توسط دیرینه‌شناس ادوارد درینکر کوپه (۱۸۶۹) به عنوان یک راسته خزنده متشکل از موساسوریان، که به باور وی از بستگان نزدیک Ophidia (مارها) هستند، پیشنهاد شد. ریشه‌شناسی نام Pythonomorpha از واژهٔ یونانی Python (ماری هیولا از اساطیر یونان) و morphe ("ریخت") گرفته شده‌است و به الگوی کلی بدن مارپیچ اعضای این گروه اشاره دارد. کوپه نوشت: «در موساسورها، ما تقریباً به داستان‌های اژدهای مارمانند و مارهای دریایی پی می‌بریم که مردان همیشه مستعد افراط در آن‌ها بوده‌اند. با توجه به بخش افیدیایی که در آنها وجود دارد، من این راسته را Pythonomorpha نامیده‌ام. کوپه دو خانوادهٔ Clidastidae (اکنون منقرض شده‌است اما تنها شامل سردهٔ Clidastes است) و موساسوریان (از جمله Macrosaurus، Mosasaurus و Platecarpus) است.